# 황종대 (1846년)
황종대(한국 한자: 黃縱隊, 1846년 7월 7일 ~ 1907년 6월 14일)는 구한말의 혼란한 국제 정세 속에서 조선의 자주권을 지키기 위한 외교 전략의 일환으로 러시아 제국과의 협력을 모색했던 인물로, 그는 한때 외교적으로 조선을 압박하던 청나라와 일본의 영향력을 견제하고자 하는 목적 아래 친러 정책을 강력히 지지했으며 이러한 성향은 러시아 공사관으로의 아관파천을 지지하거나 고종의 환궁 이후 정국을 주도하려는 시도 등에서 분명히 드러났고, 특히 그는 당시 조선 정부 내에서 외교적 방책과 실리를 도모하는 데 있어 친미파, 친일파, 친청파 등 다양한 외세의 노선을 둘러싼 정치적 갈등 속에서 러시아를 통한 국권 수호를 주장하며 정치적 입지를 다졌으나, 1904년 러일 전쟁에서 러시아가 패배함으로써 친로파의 세력이 급격히 약화되면서 정치적 입지도 무너지게 됐고, 이후 대한제국의 점차적 국권 침탈 속에서 조용히 퇴장하게 됐으며, 1907년 6월 14일에 독일 제국의 한 젊은 군인에 총을 맞아 62세를 일기로 마감함으로써 조선 말기의 격변기를 온몸으로 겪은 또 한 명의 역사 속 인물로 기록됐다.

## 생애
황종대는 1846년 7월 7일 어려서부터 러시아어와 슬라브 문화에 익숙한 환경에서 성장했고, 이후 모스크바 국립 대학교에서 정치학과 국제법을 전공하며 러시아 제국의 정치 체계와 외교술을 깊이 있게 익혔으며, 이와 같은 배경을 바탕으로 조선에 귀화한 뒤 외교관이자 관료로 활동하면서 러시아와의 긴밀한 관계를 추구하는 대표적 친로파 인물로 자리매김했다. 1867년부터 1868년까지 러시아 제국의 군복무도 했었다. 특히 1896년 아관파천 당시 고종을 러시아 공사관으로 피신시키는 데 관여하고, 이후 러시아와의 군사 및 외교적 협력을 적극 추진하며 일본과 청나라의 침략적 영향력을 견제하고자 했으나, 이후 실각한 그는 정치적 고립 속에서 은둔에 가까운 삶을 살다가 1907년 6월 14일, 독일 제국의 젊은 군인이 쏜 총에 맞아 현장에서 향년 62세로 즉사했으며, 그의 무덤은 러시아 수도인 모스크바의 노보데비치 묘지에 묻혔다. 그가 남긴 유산은 러시아 제국과의 전략적 연대를 통해 조선의 자주권을 방어하려 한 외교적 실용주의와 개화기 국제 정세에 대한 선도적 인식이며, 그의 주요 업적은 러시아와의 외교 창구 개설, 고종의 일시적 안위 확보, 그리고 조선 후기 외교사에서의 친러 노선 정립이라는 점에서 평가되며, 그의 생애는 제국주의 열강의 틈바구니 속에서 조선이 살아남기 위해 어떤 길을 선택해야 했는가에 대한 치열한 고민과 그 실행의 역사로서, 실패로 끝났음에도 불구하고 역사적 의미를 지닌다.

## 같이 보기
- 고종
- 조선
- 러시아
- 청나라
- 친로파
- 대한제국
- 아관파천
- 러일 전쟁
- 일본 제국
- 러시아 제국